# 푼트 무랄 스타츠역
푼트 무랄 스타츠(Punt Muragl Staz)는 스위스 그라우뷘덴주의 셀레리나 시정촌에 있는 기차역이다. 이 역은 래티셰 철도의 베르니나선에 위치해 있다.
역에는 역사 건물은 없으며, 단일 통과 트랙과 단일 플랫폼이 있다.
래티셰 철도의 사메단-폰트레시나선에 있는 푼트 무랄역은 무오타스 무랄 철도의 아래쪽 역과 마찬가지로 플라츠강 반대편에 있다. 이 역은 무오타스 무랄 정상까지 올라가는 푸니쿨라 철도와 연결되어 있다. 강을 가로지르는 다리는 역을 연결한다.

## 운행편
다음 서비스는 푼트 무랄 스타츠에서 정차한다.
- 레기오 : 생모리츠와 티라노 사이를 매시간 운행한다.